# Гуштин Олександр Сергійович
Олександр Сергійович Гуштин (біл. Аляксандр Сяргеевіч Гуштын; нар. 16 серпня 1993, Свіслоч, Свіслоцький район, Гродненська область) — білоруський борець вільного стилю, триразовий срібний призер чемпіонатів Європи, бронзовий призер Європейських ігор. Майстер спорту Білорусі міжнародного класу з вільної боротьби.
Відібраний як "нейтральний" спортсмен для участі в Олімпіаді 2024 року в Парижі, однак має приналежність до Збройних сил Білорусі, що заборонено правилами. 

## Життєпис
Боротьбою почав займатися з 2000 року. Вихованець Свіслоцької Спортивної дитячо-юнацької школи олімпійського резерву, тренер Роман Романович Яскулд.
Виступає за Школу вищої спортивної майстерності, Гродно. Чемпіон Білорусі.

## Спортивні результати на міжнародних змаганнях

### Виступи на Чемпіонатах світу
| Змагання                        | Збірна   | Вагова категорія          | Місце |
| ------------------------------- | -------- | ------------------------- | ----- |
| Чемпіонат світу з боротьби 2015 | Білорусь | вільна боротьба, до 86 кг | 27    |
| Чемпіонат світу з боротьби 2017 | Білорусь | вільна боротьба, до 97 кг | 17    |
| Чемпіонат світу з боротьби 2018 | Білорусь | вільна боротьба, до 97 кг | 15    |
| Чемпіонат світу з боротьби 2019 | Білорусь | вільна боротьба, до 97 кг | 16    |

### Виступи на Чемпіонатах Європи
| Змагання                         | Збірна   | Вагова категорія          | Місце  |
| -------------------------------- | -------- | ------------------------- | ------ |
| Чемпіонат Європи з боротьби 2016 | Білорусь | вільна боротьба, до 86 кг | 5      |
| Чемпіонат Європи з боротьби 2017 | Білорусь | вільна боротьба, до 97 кг | Срібло |
| Чемпіонат Європи з боротьби 2018 | Білорусь | вільна боротьба, до 97 кг | Срібло |
| Чемпіонат Європи з боротьби 2019 | Білорусь | вільна боротьба, до 97 кг | Срібло |

### Виступи на Європейських іграх
| Змагання              | Збірна   | Вагова категорія          | Місце  |
| --------------------- | -------- | ------------------------- | ------ |
| Європейські ігри 2015 | Білорусь | вільна боротьба, до 86 кг | 7      |
| Європейські ігри 2019 | Білорусь | вільна боротьба, до 97 кг | Бронза |

### Виступи на інших змаганнях
| Змагання                                                         | Збірна   | Вагова категорія                 | Місце  |
| ---------------------------------------------------------------- | -------- | -------------------------------- | ------ |
| Турнір Алі Алієва 2011                                           | Білорусь | вільна боротьба, до 84 кг        | 25     |
| Вогні Москви 2012                                                | Білорусь | вільна боротьба, до 84 кг        | 6      |
| Турнір Алі Алієва 2013                                           | Білорусь | вільна боротьба, до 84 кг        | 14     |
| Гран-прі «Іван Яригін» 2014                                      | Білорусь | вільна боротьба, до 86 кг        | 11     |
| Турнір Олександра Медведя 2014                                   | Білорусь | вільна боротьба, до 86 кг        | 32     |
| Гран-прі Німеччини з боротьби 2014                               | Білорусь | вільна боротьба, до 86 кг        | 9      |
| Меморіал Вацлава Циолковського 2014                              | Білорусь | вільна боротьба, до 86 кг        | 5      |
| Турнір шахтарської слави з боротьби 2014                         | Білорусь | вільна боротьба, до 86 кг        | Бронза |
| Вогні Москви 2014                                                | Білорусь | вільна боротьба, до 86 кг        | 5      |
| Гран-прі «Іван Яригін» 2015                                      | Білорусь | вільна боротьба, до 86 кг        | 5      |
| Турнір Олександра Медведя 2015                                   | Білорусь | вільна боротьба, до 86 кг        | Срібло |
| Меморіал Вацлава Циолковського 2015                              | Білорусь | вільна боротьба, до 86 кг        | 16     |
| Всесвітні ігри військовослужбовців 2015                          | Білорусь | вільна боротьба, до 86 кг        | 5      |
| Кубок Алроси 2015                                                | Білорусь | вільна боротьба, до 86 кг        | 4      |
| Гран-прі Парижа з боротьби 2016                                  | Білорусь | вільна боротьба, до 86 кг        | Бронза |
| Олімпійський кваліфікаційний турнір з боротьби 2016 (Улан-Батор) | Білорусь | вільна боротьба, до 97 кг        | 10     |
| Гран-прі Німеччини з боротьби 2016                               | Білорусь | вільна боротьба, до 86 кг        | 11     |
| Чемпіонат світу з боротьби серед студентів 2016                  | Білорусь | вільна боротьба, до 97 кг        | Бронза |
| Кубок Європейських націй з боротьби 2016                         | Білорусь | команда                          | 4      |
| Henri Deglane Challenge 2016                                     | Білорусь | вільна боротьба, до 97 кг        | Золото |
| Київський Міжнародний турнір з боротьби 2017                     | Білорусь | вільна боротьба, до 97 кг        | Золото |
| Меморіал Вацлава Циолковського 2017                              | Білорусь | вільна боротьба, до 97 кг        | Золото |
| Чемпіонат світу з боротьби серед військовослужбовців 2017        | Білорусь | вільна боротьба, до 97 кг        | Золото |
| Турнір Дмитра Коркіна 2017                                       | Білорусь | вільна боротьба, до 97 кг        | Срібло |
| Кубок Ахмата Кадирова 2017                                       | Білорусь | вільна боротьба, до Teamevent кг | 4      |
| Інтерконтінентальний кубок з боротьби 2017                       | Білорусь | вільна боротьба, до 97 кг        | 17     |
| Турнір Аланії з боротьби 2017                                    | Білорусь | вільна боротьба, до 97 кг        | Бронза |
| Київський Міжнародний турнір з боротьби 2018                     | Білорусь | вільна боротьба, до 97 кг        | Бронза |
| Турнір Олександра Медведя 2018                                   | Білорусь | вільна боротьба, до 97 кг        | Золото |
| Міжнародний турнір Дінмухамеда Кунаєва 2018                      | Білорусь | вільна боротьба, до 97 кг        | Золото |
| Гран-прі «Іван Яригін» 2019                                      | Білорусь | вільна боротьба, до 97 кг        | Срібло |
| Всесвітні ігри військовослужбовців 2019                          | Білорусь | вільна боротьба, до 97 кг        | Срібло |
| Міжнародний турнір Дінмухамеда Кунаєва 2019                      | Білорусь | вільна боротьба, до 97 кг        | Золото |
| Турнір Аланії з боротьби 2019                                    | Білорусь | вільна боротьба, до 97 кг        | Бронза |
| Турнір Маттео Пелліцоне 2020                                     | Білорусь | вільна боротьба, до 97 кг        | Срібло |

### Виступи на змаганнях молодших вікових груп
| Змагання                                       | Збірна   | Вагова категорія          | Місце  |
| ---------------------------------------------- | -------- | ------------------------- | ------ |
| Літні юнацькі Олімпійські ігри 2010            | Білорусь | вільна боротьба, до 76 кг | 5      |
| Чемпіонат Європи з боротьби серед юніорів 2011 | Білорусь | вільна боротьба, до 84 кг | 5      |
| Чемпіонат світу з боротьби серед юніорів 2011  | Білорусь | вільна боротьба, до 84 кг | 10     |
| Чемпіонат Європи з боротьби серед юніорів 2012 | Білорусь | вільна боротьба, до 84 кг | Золото |
| Чемпіонат світу з боротьби серед юніорів 2012  | Білорусь | вільна боротьба, до 84 кг | 23     |
| Чемпіонат Європи з боротьби серед юніорів 2013 | Білорусь | вільна боротьба, до 84 кг | Срібло |
| Чемпіонат світу з боротьби серед юніорів 2013  | Білорусь | вільна боротьба, до 84 кг | 5      |
| Чемпіонат Європи з боротьби серед молоді 2015  | Білорусь | вільна боротьба, до 86 кг | Золото |
| Чемпіонат Європи з боротьби серед молоді 2016  | Білорусь | вільна боротьба, до 86 кг | Бронза |